# Nicolás Burdisso
Nicolás Andrés Burdisso (Altos del Chipión, 12 de abril de 1981) é um ex-futebolista argentino que atuava como lateral-direito ou zagueiro. Atualmente atua como Diretor Esportivo do Boca Juniors. É irmão de Guillermo Burdisso.

## Carreira
Começou sua carreira como lateral-direito no Boca Juniors. Contratado pela Internazionale em 2004, passou a ser frequentemente improvisado como zagueiro, e acabou aprimorando-se nesta posição.
Durante a temporada 2009-10, esteve emprestado à Roma, retornando à Inter em julho de 2010.
No final de Agosto foi contratado definitivamente pelo Roma, que assinou por 4 anos.

### Seleção Argentina
Com a Seleção Argentina, participou da Copa do Mundo de 2006, da Copa América de 2007 e da Copa do Mundo de 2010.

## Títulos
Boca Juniors
- Campeonato Argentino (Clausura): 1999
- Campeonato Argentino (Apertura): 2000, 2003
- Copa Intercontinental: 2003
- Copa Libertadores da América: 2003

Internazionale
- Campeonato Italiano: 2005-06, 2006-07, 2007-08, 2008-09
- Coppa Italia: 2005-06
- Supercopa da Itália: 2005, 2006, 2008